# Ковачица (община Дебър)
Ковачица (на албански: Kovashicë или Kovashica, Ковашица) е село в Република Албания, община Дебър (Дибър), административна област Дебър.

## География
Селото е разположено в историкогеографската област Поле.

## История

### В Османската империя
Според османско преброяване от 1467 година в Кавочиче има 5 домакинства.
Според Васил Кънчов („Македония. Етнография и статистика“) в Ковачица (Коачица) живеят 390 арнаути мохамедани.
На Етнографската карта на Битолския вилает на Картографския институт в София от 1901 година Ковачица е чисто албанско село в Дебърската каза на Дебърския санджак с 40 къщи.

### В Албания
След Балканската война в 1913 година селото попада в новосъздадена Албания.
В 1915 година, по време на Първата световна война, селото е анексирано от Царство България. Към 1 март 1916 година Ковачица е част от Алайбеглийската община на българската Дебърска околия.
През Първата световна война австро-унгарските военни власти провеждат преброяване в 1916-1918 година в окупираните от тях части на Албания и Ufld'r[d е регистрирано като село с 237 албанци мюсюлмани. Езиковедите Клаус Щайнке и Джелал Юли смятат резултатите от преброяването за точни.
В рапорт на Сребрен Поппетров, главен инспектор-организатор на църковно-училищното дело на българите в Албания, от 1930 година Еребари е отбелязано като село с 50 къщи.
До 2015 година селото е част от община Макелари.